# Slotlaan (métro de Rotterdam)
Slotlaan est une station de la ligne C du métro de Rotterdam. Elle est située sur un viaduc au-dessus de l'avenue Slotlaan, dans le quartier Middelwatering (nl) de Capelle aan den IJssel, commune limitrophe de Rotterdam au Pays-Bas.
Mise en service en 1994, elle est desservie par les rames de la ligne C.

## Situation sur le réseau

Plan du métro.

Établie en aérien, la station Slotlaan de la ligne C du métro de Rotterdam est établie, entre la station Capelle-Centre, en direction du terminus est De Terp, et la station Capelsebrug, en direction du terminus ouest De Akkers.
Elle comporte deux voies encadrées par deux quais latéraux.

## Histoire
La station Slotlaan est mise en service le 26 mai 1994 lors de l'ouverture à l'exploitation de l'extension de la ligne Est-Ouest (de 1997 à 2009 : ligne Caland (pt)) à partir de la station Capelsbrug.
En décembre 2009, lors de la réorganisation des lignes, elle devient une station de passage de la ligne C du métro de Rotterdam.

## Services aux voyageurs

### Accès et accueil
Située en aérien, la station dispose de deux accès au niveau du sol. Elle est équipée, notamment, d'automates pour l'achat ou la recharge de titres de transport et d'un ascenseur pour l'accessibilité des personnes à la mobilité réduite.

### Desserte

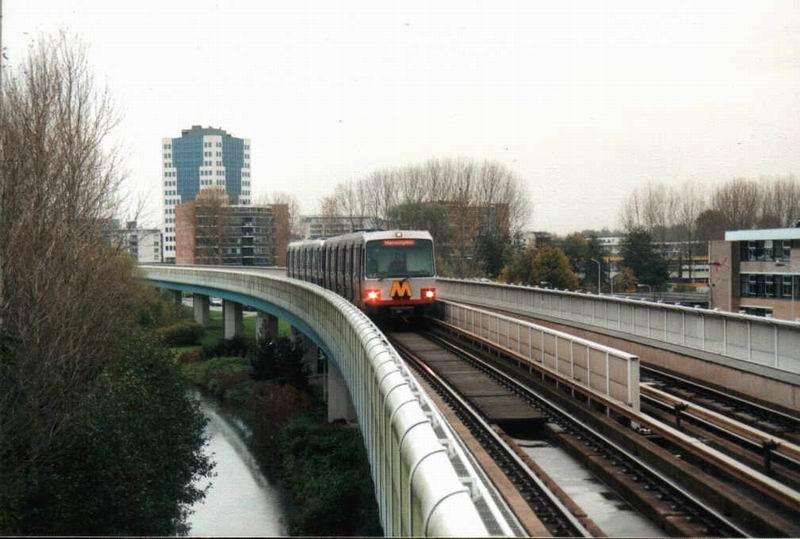
Une rame en approche de la station.

Slotlaan, est desservie par les rames de la ligne C, en provenance ou à destination des terminus De Terp et De Akkers.

### Intermodalité
Le parking P+R, Capelle Slotlaan, pour les véhicules est situé, à l'est, à environ 150 mètres.